# Cirrus castellanus
Cirrus castellanus is een wolkensoort en is onderdeel van een internationaal systeem om wolken te classificeren naar eigenschap volgens de internationale wolkenclassificatie. Cirrus castellanus komt van het geslacht cirrus, met als betekenis krul van het haar en de term castellanus betekent kantelenvormig of torenvormig. Ze behoren tot de familie van hoge wolken.